# Provansa - Alpe - Azurna obala
Provansa - Alpe - Azurna obala (francosko: Provence-Alpes-Côte d'Azur [pʁɔvɑ̃s‿alp kot d‿azyʁ]; okcitansko / provansalsko Provença-Aups-Còsta d'Azur; italijansko Provenza-Alpi-Costa Azzurra; tudi Région Sud) je ena od 18 upravnih regij Francije, skrajno jugovzhodno na celini. Njeno glavno mesto je Marseille. Območje je približno sorodno z nekdanjo francosko provinco Provanso, z dodatkom naslednjih sosednjih območij: nekdanje papeško ozemlje Avignon, znano kot Comtat Venaissin, nekdanja grofija Nica v kraljevini Sardiniji in Piemont, katere obala je znana kot Azurna obala in jugovzhodni del nekdanje francoske province Dauphiné v Francoskih Alpah. Regija je znana po akronimu PACA kot komercialno ime ali vzdevek. Po oceni leta 2017 je v regiji živelo 5.030.890 ljudi.
Obsega šest departmajev: Alpes-de-Haute-Provence, Alpes-Maritimes, Bouches-du-Rhône, Hautes-Alpes, Var in Vauclus. Na vzhodu jo omejuje francosko-italijanska meja, na jugu Sredozemsko morje in Kneževina Monako, na severu Auvergne-Rona-Alpe, na zahodu pa Oksitanija z reka Rono, ki predstavlja njeno najbolj zahodno mejo.
Logotip regije prikazuje grb, ustvarjen v 1990-ih in združuje grbe starih provinc, ki sestavljajo Provanso - Alpe -Azurno obalo. Z gospodarskega vidika je regija tretja najpomembnejša v Franciji, takoj za Île-de-France okoli Pariza in Auvergne-Rona-Alpe.

## Zgodovina
Ustanovljena je bila iz nekdanjih zgodovinskih pokrajin Provanse, dela Papeške države (Avignon z grofijo Venaissin), nekdanje sardinsko-piemontske grofije Nice (z Azurno obalo) in jugovzhodnega dela nekdanje province Dauphiné (Alpe).

## Provansa
Provansa slovi kot ena najlepših francoskih pokrajin. Velika je približno za eno in pol Slovenije. Leži na jugovzhodu Francije. Na zahodu jo omejuje Rona, na vzhodu - italijanska meja, kjer se Alpe, pri Mentonu in Nici, vrivajo v morje.

## Geografija
Ta regija ima površino 31.400 km². Ima najrazličnejše pokrajine, od Alpskih gora do ravnic in obalnih območij, od Rone na zahodu do italijanske meje na vzhodu. Na njenem ozemlju so:
- Comté de Provence, ki je glavni subjekt (francoska od 1482),
- jugovzhodno Dauphinéja (francoska od 1349),
- Avignon in Comtat Venaissin (vključena v Francijo med revolucijo leta 1791),
- grofija Nica (priloženo leta 1860 ter Tende in La Brigue, priložena 1947).
- Menton in Roquebrune-Cap-Martin sta se leta 1848 odcepila od kneževine Monako in se leta 1861 de jure pridružila Franciji, potem ko so od princa Karla III. Monaškega odkupili pravice za 4 milijone zlatih frankov.

Kneževina Monako je neodvisna obalna zareza.
Vsa ta ozemlja so bila v srednjem veku integrirana v starodavno Provanso, vendar so bila ločena zaradi delitev plemičev in državljanske vojne Aixske zveze. Drôme, Ardèche in južno od Isère so bili na začetku provansalska, danes pa so v regiji Auvergne-Rhône-Alpes.
Relief regije Provansa - Alpe - Azurna obala je zelo različen.
Na zahodu je relief razmeroma raven, odmaka ga Rona in njeni pritoki (zlasti Eygues, Durance). Ravnine Vauclusa so aluvialne ravnice, ravnica Crau pa je suha in kamnita. Delta Rone tvori Camargue z ribniki (Étang de Vaccarès) in lagunami ter mokrotnimi pašniki.
Azurna obala ima dva masiva porasla z gozdom, Esterel in Massif des Maures. Na zahodni strani obalne črte prevladujejo pečine belih apnencev s kanjoni; calanque (strma dolina).
Predalpe (Provansalske Alpe) tvorijo srednjo in zgornjo Provanso: Mont Ventoux, pogorje Lure, predalpe Digne in Castellane, planota Valensole, planota Canjuers (s sotesko Verdon), planota Caussols. Južneje so pogorja Luberona, Alpilles, Sainte-Victoire in Sainte-Baume. Na vzhodu se predalpska območja končajo blizu morja, proti Nici in Mentonu.
Nazadnje regija vključuje sredogorje in visoke gore: masiv Mercantour-Argentera na vzhodu, njegova najvišja točka je 3143 m visoka Cime du Gélas, masiv Écrins proti severu, ki se konča na več kot 4000 m nadmorske višine (Barre des Écrins na 4102 m, Pelvoux na 3946 m) in manj obsežni masivi Devoluy, Queyras in Cerces.
- Camargue.
- Aiguille de Chambeyron.
- Cap Canaille.

Za regijo je značilno mediteransko podnebje na obali in v notranjosti ter gorsko podnebje, ki pada proti alpskemu, odvisno od nadmorske višine. Povprečne temperature se znižajo proti celini z vrednostmi med 13 in 15 ° C, poletja so še posebej vroča (31 ° C v povprečju popoldne pri Lucu, kar je rekord za Francijo s 42,7 ° C leta 1982). Alpe doživljajo bolj ali manj hladne temperature, odvisno od nadmorske višine, s povprečnimi letnimi temperaturami okoli 10 ° C na 1000 m, 4 ° C na 2500 m. Pokrajina je še posebej sončna: ima od 2700 do 3000 sončnih ur na leto. Zime so v gorah hladne, celo ostre in snežne, na obali, zlasti na Azurni obali, pa blage. Dolino Rone in del obale biča maestral, hladen in močan veter, ki piha s severa. Letne količine padavin se gibljejo od 600 mm (delta Rone) do 1000 mm (Alpe), vendar so med letom zelo neenakomerno razporejene.

### Departmaji
Provence-Alpes-Côte d'Azur je razdeljena na 6 departmajev.
| Departma | Departma                | Površina | Št. preb. | Prefektura      | Sub-prefektura                           | Gostota preb. |
| -------- | ----------------------- | -------- | --------- | --------------- | ---------------------------------------- | ------------- |
| 04       | Alpes-de-Haute-Provence | 6944 km² | 161.241   | Digne-les-Bains | Barcelonnette, Castellane in Forcalquier | 23            |
| 05       | Hautes-Alpes            | 5549 km² | 139.554   | Gap             | Briançon                                 | 24            |
| 06       | Alpes-Maritimes         | 4299 km² | 1.084.428 | Nica            | Grasse                                   | 252           |
| 13       | Bouches-du-Rhône        | 5112 km² | 1.984.784 | Marseille       | Aix-en-Provence, Arles in Istres         | 385           |
| 83       | Var                     | 5973 km² | 1.021.669 | Toulon          | Brignoles in Draguignan                  | 196           |
| 84       | Vaucluse                | 3566 km² | 546.314   | Avignon         | Apt in Carpentras                        | 151           |

## Pomembna mesta
Največja mesta v regiji so Marseille (regionalno glavno mesto), Nica, Toulon in Aix-en-Provence, ki imajo vsa preko 100.000 prebivalcev. Za Marsejem je Nica drugo najpomembnejše mesto v regiji s približno 350.000 prebivalci in širšim urbanim območjem, ki presega milijon.
Marseille z metropolitanskim območjem in 2 milijonoma prebivalcev je največje in glavno mesto regije Provansa - Alpe - Azurna obala. Je tudi drugo najbolj naseljeno mesto v Franciji, tik za Parizom in mesto s tretjim največjim mestnim prebivalstvom v Franciji, za Parizom in Lyonom.
Poleg Nice in Marseilla je regija priljubljena tudi v mednarodnem merilu s Cannesom, ki sicer ni veliko mesto (leta 2012 je bilo 73.603 prebivalcev), a gosti vsakoletni filmski festival, ki je regijo močno populariziral. Arles je postal znan kot mesto, v katerem je živel Vincent van Gogh in naslikal 300 slik.
Toulon je veliko vojaško pristanišče na sredozemski obali, kjer je nameščena francoska mornariška baza. Je glavno mesto departmaja Var. Tudi Aix-en-Provence je že dolgo univerzitetno mesto in do danes ostaja najpomembnejše izobraževalno središče v regiji.

## Gospodarstvo
Regionalni dohodek na prebivalca je blizu francoskega državnega povprečja. Vendar je dohodkovna neenakost večja kot v drugih regijah. Po BDP je regija na tretjem mestu. Med letoma 2007 in 2011 je regija zabeležila povprečno letno stopnjo rasti v višini 1,6 % BDP (Eurostat), kar je blizu povprečne letne stopnje rasti v državi 1,5 %. Obsega 7,2 % nacionalnega BDP v obdobju, regija je pomembna gospodarska sila.
V letu 2013 je bila regija odgovorna za 7,4 % zaposlenosti v državi, stopnja zaposlenosti 89,2 %. Zaposlitveni uspeh v regiji ima glavno značilnost: večja koncentracija starejših kot v preostali Franciji (leta 2013 27,1 % in 24,1 %).
Regionalno gospodarstvo je večinoma usmerjeno v storitvene dejavnosti (nad državnim povprečjem 76,3 %). Regija se bolj osredotoča na komercialne dejavnosti kot na finančne kot preostala Francija; predvsem zaradi turizma. 34 % delovne sile je zaposlenih v trgovini na drobno in v trgovini, v primerjavi z 32 % na nacionalni ravni. Poleg tega sektor močno prispeva k rasti dodane vrednosti (81,5 % v primerjavi z 77,3 % na nacionalni ravni). Industrijski sektor (obstaja predvsem pristanišče Marseille-Fos), vključno z gradbeništvom, obsega 17,1 % regionalne zaposlenosti (v primerjavi s 20,6 % v preostali Franciji).
Zaposlenost v kmetijskem sektorju je nižja od nacionalne.
Gospodarstvo regije je odvisno od turizma, najbolj od obalnih dejavnosti. PACA je tretja najbogatejša francoska regija in se uvršča na 19. mesto v evropskem merilu. Njena blaginja je predvsem zahvaljujoč privlačnosti v smislu turizma; gre res za eno najljubših svetovnih turističnih destinacij, ki vsako leto sprejme približno 34 milijonov turistov. Storitveni sektor prevladuje in zagotavlja veliko dobrih delovnih mest.
Če je turizem gonilna sila Provence-Alpe-Azurne obale, je regija tudi vodilna pri inovativnih sektorjih, kot so visoka tehnologija, biotehnologija in mikroelektronika. Izobraževanje je dobro razvito z različnimi univerzami, mednarodnimi šolami, pripravljalnimi predavanji za specialistične univerzitetne tečaje ter inženirskimi in poslovnimi šolami. Vse te visokošolske ustanove pomagajo prispevati k človeškemu kapitalu, ki ga potrebuje regija za soočanje s trenutnimi tehnološkimi izzivi

## Kultura
Regija je ena najbolj obiskanih Francij, zato ima veliko znanih muzejev, večinoma v Marseillu: Muzej evropskih in sredozemskih civilizacij, Musée Cantini, Musée Grobet-Labadié, Zgodovinski muzej v Marseillu, Musée des Marseille Beaux-Arts de Marseille, Marseille Musée de la Faïence de Marseille in Nature's Muséum d'histoire so nekatere izmed turističnih točk mesta. Vendar so tudi drugi muzeji mednarodno priznani, kot so Matissov muzej, Muzej moderne in sodobne umetnosti, Muzej Marca Chagalla, Joana Mirója, Mednarodni muzej naivne umetnosti Anatola Jakovskega, Muzej likovnih umetnosti v Nici, Nacionalni muzej športa in Naravoslovni muzej v Nici.